# Hagelstadt
Hagelstadt ist eine Gemeinde und ein Pfarrdorf im oberpfälzischen Landkreis Regensburg in Bayern.

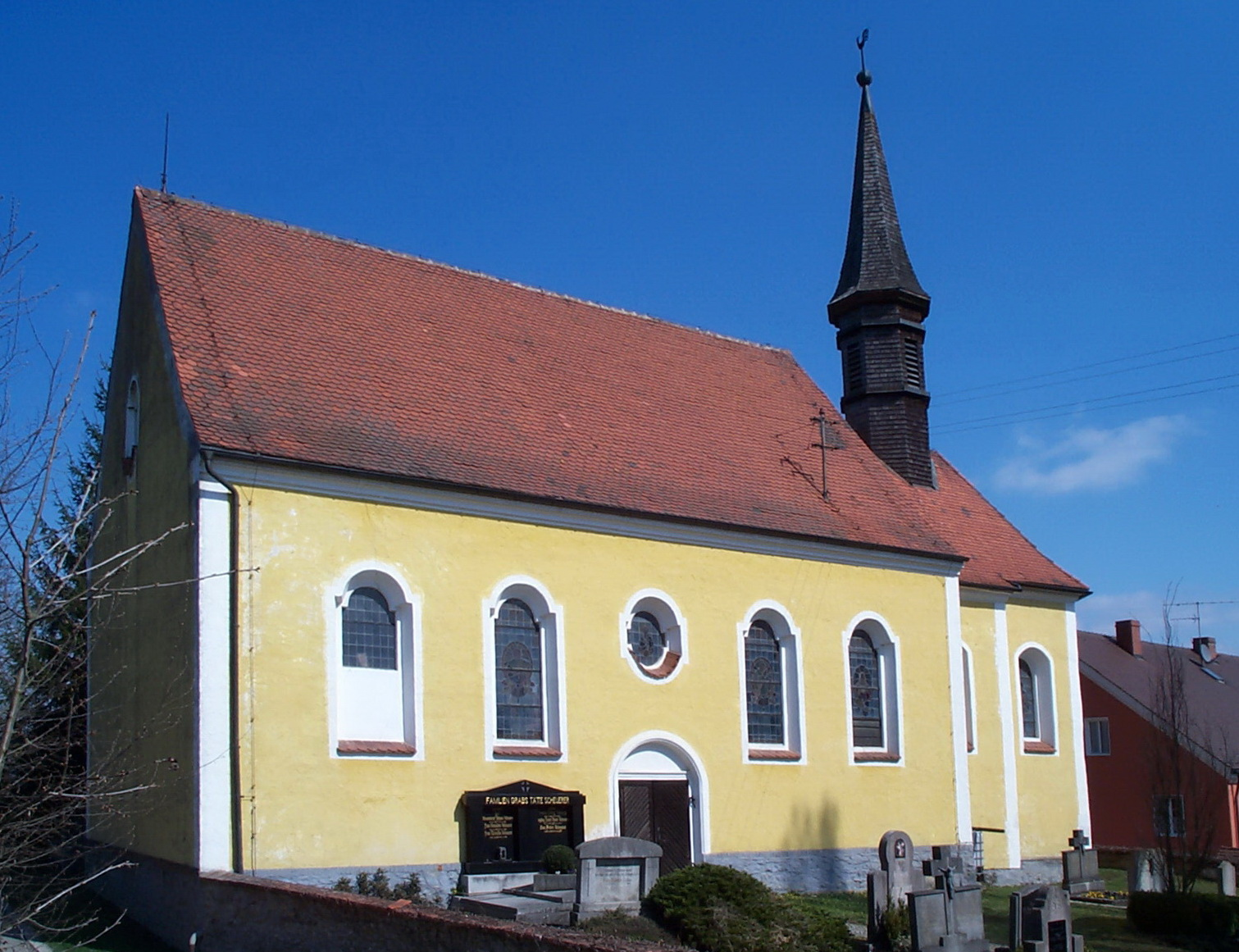
Kirche St. Vitus Hagelstadt

## Gemeindegliederung
Es gibt sechs Gemeindeteile (in Klammern ist der Siedlungstyp angegeben):
- Gailsbach (Kirchdorf)
- Gitting (Einöde)
- Grünthal (Weiler)
- Hagelstadt (Pfarrdorf)
- Höhenberg (Gut)
- Langenerling (Pfarrdorf)

Es gibt die Gemarkungen Gailsbach, Hagelstadt und Langenerling.

## Geschichte

### Erste Erwähnung
Hagelstadt wurde 842 erstmals urkundlich erwähnt, Langenerling (castellum Erilinga) zwischen 863 und 885 und Gailsbach (Geilunaspah) im Jahr 831. In Grünthal (Grienthal) war der Stammsitz des Adelsgeschlechts der Grünthal.

### Eingemeindungen
Im Zuge der Gebietsreform in Bayern wurde am 1. Juli 1972 die Gemeinde Gailsbach (einschließlich der Einöde Giting) eingegliedert. Langenerling kam am 1. Mai 1978 hinzu. Bis zum 31. Dezember 1993 gehörte die Gemeinde zur Verwaltungsgemeinschaft Alteglofsheim, seither hat die Kommune wieder eine eigene Verwaltung.

### Einwohnerentwicklung
Zwischen 1988 und 2018 wuchs die Gemeinde von 1734 auf 1994 um 260 Einwohner bzw. um 15 Prozent.

## Politik
- CSU/WG: 5
- WVL: 2
- FWGH: 2
- WGG: 2
- FW: 1

### Gemeinderat
Der Gemeinderat besteht aus dem ersten Bürgermeister und 12 Mitgliedern. Am 15. März 2020 haben von den 1593 stimmberechtigten Einwohnern 1223 von ihrem Wahlrecht Gebrauch gemacht, womit die Wahlbeteiligung bei 76,77 Prozent lag.

### Bürgermeister
Erster Bürgermeister ist seit dem 1. Mai 2020 Thomas Scheuerer (CSU/WGH), der bei der Bürgermeisterwahl am 15. März 2020 mit 81,04 Prozent der Stimmen gewählt wurde. Sein Vorgänger in der Zeit vom 1. Mai 2014 bis 30. April 2020 war Bernhard Bausenwein (FWG).

### Wappen
| Wappen der Gemeinde Hagelstadt | Blasonierung: „In Rot eine eingeschweifte silberne Spitze, darin ein roter Hahn, vorne ein silbern gekleideter Männerrumpf ohne Arme mit Kaiserkrone, hinten ein senkrechter silberner Schlüssel.“ |
| Wappen der Gemeinde Hagelstadt | Wappenbegründung: Der armlose Mann stammt aus dem Wappen der Grünthal. Das Wappen wird seit 1983 verwendet.                                                                                        |

## Sehenswertes

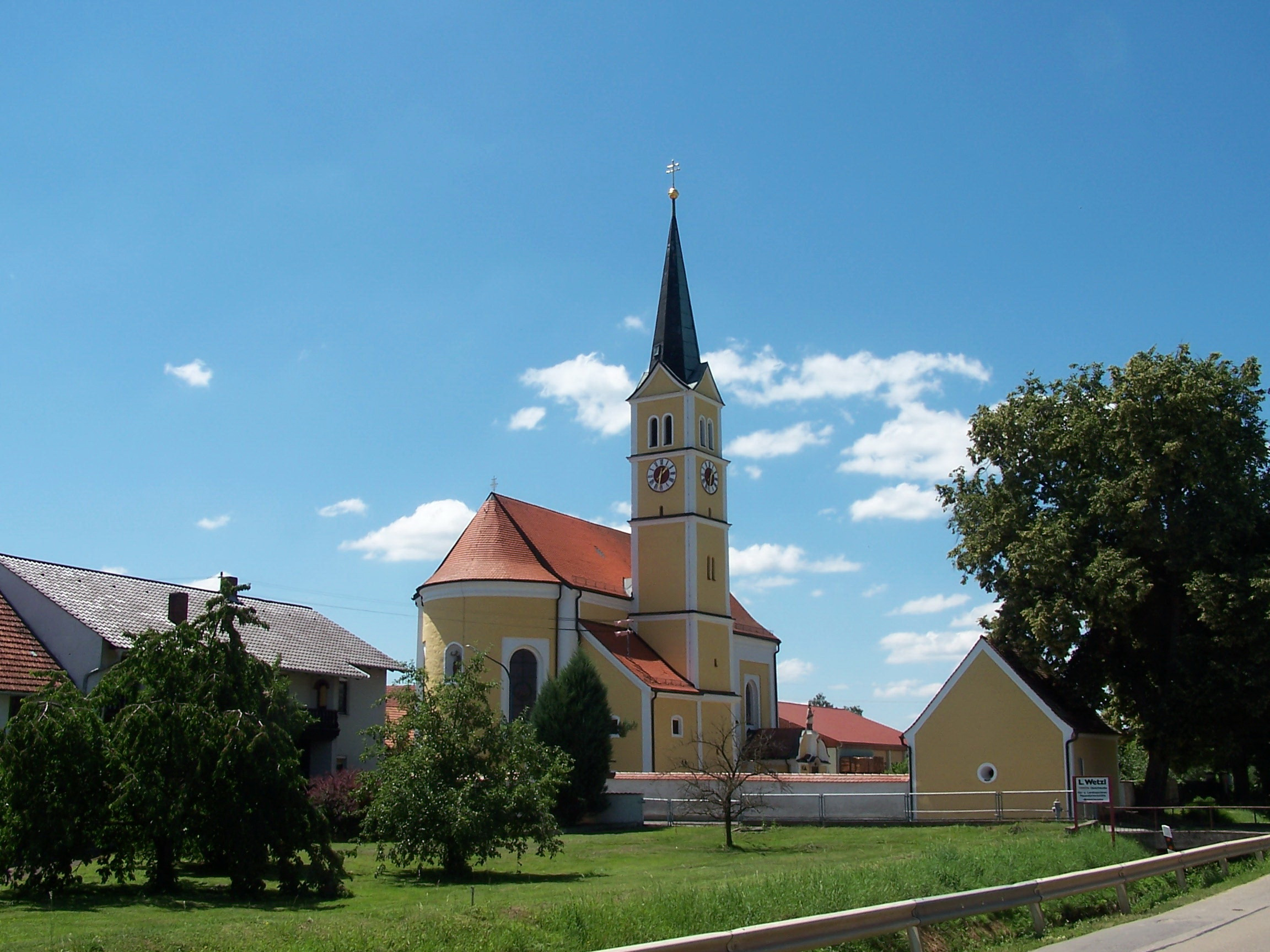
Kirche St. Johannes Langenerling

Besonders interessant ist die Anordnung des Gemeindeteils Langenerling als Straßendorf, das sich circa 2,5 km entlang des Erlenbaches hinzieht.

## Verkehr
- Bundesstraße 15
- Haltepunkt Hagelstadt an der Bahnstrecke München–Regensburg

## Schulen
In  Hagelstadt gibt es eine Grundschule.

## Persönlichkeiten
- Hermann Kronseder (1924–2010), Unternehmer
- Johann Marxreiter (1930–1987), Bauunternehmer und Politiker